# Maximilian Haas
Maximilian Haas (n. 7 decembrie 1985, Freising, Germania de Vest) este un fotbalist retras din activitate.